# Senaspis livida
Senaspis livida är en tvåvingeart som först beskrevs av Mario Bezzi 1912.  Senaspis livida ingår i släktet Senaspis och familjen blomflugor. Inga underarter finns listade i Catalogue of Life.